# シェド・ロング・ジュニア
シェドリック・バーナード・ロング・ジュニア（Shedric Bernard Long Jr., 1995年8月22日 - ）は、アメリカ合衆国アラバマ州バーミングハム出身のプロ野球選手（二塁手、三塁手、左翼手）。右投左打。北米独立リーグであるアメリカン・アソシエーションのクリバーン・レイルローダーズ所属。
2019年までの登録名は「シェド・ロング」（後述）。

## 経歴

### プロ入りとレッズ傘下時代
2013年のMLBドラフト12巡目（全体375位）でシンシナティ・レッズから指名され、プロ入り。契約後、傘下のルーキー級アリゾナリーグ・レッズでプロデビュー。24試合に出場して打率.256、1本塁打、8打点、1盗塁を記録した。
2014年はパイオニアリーグのルーキー級ビリングス・マスタングスでプレーし、29試合に出場して打率.172、6打点、2盗塁を記録した。
2015年はA級デイトン・ドラゴンズでプレーし、42試合に出場して打率.283、6本塁打、16打点、2盗塁を記録した。
2016年はA級デイトンとA+級デイトナ・トーテュガスでプレーし、2球団合計で 132試合に出場して打率.293、15本塁打、75打点、21盗塁を記録した。
2017年はA+級デイトナとAA級ペンサコーラ・ブルーワフーズでプレーし、2球団合計で104試合に出場して打率.281、16本塁打、50打点、9盗塁を記録した。オフの11月20日にルール・ファイブ・ドラフトでの流出を防ぐために40人枠入りした。
2018年はAA級ペンサコーラでプレーし、126試合に出場して打率.261、12本塁打、56打点、19盗塁を記録した。オフにはアリゾナ・フォールリーグに参加し、スコッツデール・スコーピオンズに所属した。

### マリナーズ時代
2019年1月21日にソニー・グレイ、レイベル・サンマルティンとのトレードで、2019年のドラフト指名権という条件と共にニューヨーク・ヤンキースへ移籍し、同日中に今度はジョシュ・ストワーズとのトレードで、シアトル・マリナーズへ移籍した。
2019年は開幕を傘下のAAA級タコマ・レイニアーズで迎えた。5月10日にメジャー初昇格を果たし、翌11日のボストン・レッドソックス戦にて「9番・二塁手」で先発出場してメジャーデビュー（この試合では3打数無安打）。この年メジャーでは42試合に出場して打率.263、5本塁打、15打点、3盗塁を記録した。
2020年は34試合に出場したが、打率.171と低迷した。また9月に右脛骨の疲労骨折を修復するための手術を受けた。
2021年は手術後のリハビリを続け、6月7日にメジャーに昇格。6月20日のタンパベイ・レイズ戦では10回裏にサヨナラ満塁本塁打を放った。8月2日に右脛骨を再び疲労骨折したため故障者リスト入りし、そのままシーズンを終えた。オフの10月22日にマイナー契約となり、11月7日にFAとなった。

### オリオールズ傘下時代
2022年2月17日にボルチモア・オリオールズとマイナー契約を結んだ。8月16日にFAとなった。

### オリオールズ退団後
2023年4月28日にアトランティックリーグのハイポイント・ロッカーズと契約した。この年は95試合に出場し、打率.307、13本塁打、59打点、20盗塁を記録した。
2024年4月8日にリーガ・メヒカーナ・デ・ベイスボル（メキシカンリーグ）のタバスコ・オルメクスと契約したが、3試合に出場して6打数0安打に終わり、4月19日に自由契約となった。4月29日にアメリカン・アソシエーションのクリバーン・レイルローダーズと契約した。

## 人物
2019年までの登録名は「シェド・ロング」。2019年にAAA級タコマでプレーしていた際にエリック・ヤング・ジュニアの背ネームにジュニアがあったことから自身も付けようと思い立ち、2020年からはジュニアを付け加えた「シェド・ロング・ジュニア」を登録名とした。

## 詳細情報

### 年度別打撃成績
| 年 度    | 球 団    | 試 合 | 打 席 | 打 数 | 得 点 | 安 打 | 二 塁 打 | 三 塁 打 | 本 塁 打 | 塁 打 | 打 点 | 盗 塁 | 盗 塁 死 | 犠 打 | 犠 飛 | 四 球 | 敬 遠 | 死 球 | 三 振 | 併 殺 打 | 打 率 | 出 塁 率 | 長 打 率 | O P S |
| -------- | -------- | ----- | ----- | ----- | ----- | ----- | -------- | -------- | -------- | ----- | ----- | ----- | -------- | ----- | ----- | ----- | ----- | ----- | ----- | -------- | ----- | -------- | -------- | ----- |
| 2019     | SEA      | 42    | 168   | 152   | 21    | 40    | 12       | 1        | 5        | 69    | 15    | 3     | 3        | 0     | 0     | 16    | 0     | 0     | 40    | 1        | .263  | .333     | .454     | .787  |
| 2020     | SEA      | 34    | 128   | 117   | 10    | 20    | 5        | 0        | 3        | 34    | 9     | 4     | 0        | 0     | 0     | 11    | 0     | 0     | 37    | 1        | .171  | .242     | .291     | .533  |
| 2021     | SEA      | 34    | 121   | 111   | 13    | 22    | 4        | 1        | 4        | 40    | 17    | 1     | 0        | 1     | 0     | 9     | 0     | 0     | 39    | 3        | .198  | .258     | .360     | .619  |
| MLB：3年 | MLB：3年 | 110   | 417   | 380   | 44    | 82    | 21       | 2        | 12       | 143   | 41    | 8     | 3        | 1     | 0     | 36    | 0     | 0     | 116   | 5        | .216  | .284     | .376     | .660  |

- 2021年度シーズン終了時

### 年度別守備成績
| 年 度 | 球 団 | 二塁（2B） | 二塁（2B） | 二塁（2B） | 二塁（2B） | 二塁（2B） | 二塁（2B） | 三塁（3B） | 三塁（3B） | 三塁（3B） | 三塁（3B） | 三塁（3B） | 三塁（3B） | 左翼（LF） | 左翼（LF） | 左翼（LF） | 左翼（LF） | 左翼（LF） | 左翼（LF） |
| 年 度 | 球 団 | 試 合      | 刺 殺      | 補 殺      | 失 策      | 併 殺      | 守 備 率   | 試 合      | 刺 殺      | 補 殺      | 失 策      | 併 殺      | 守 備 率   | 試 合      | 刺 殺      | 補 殺      | 失 策      | 併 殺      | 守 備 率   |
| ----- | ----- | ---------- | ---------- | ---------- | ---------- | ---------- | ---------- | ---------- | ---------- | ---------- | ---------- | ---------- | ---------- | ---------- | ---------- | ---------- | ---------- | ---------- | ---------- |
| 2019  | SEA   | 24         | 41         | 65         | 2          | 21         | .981       | 1          | 1          | 1          | 1          | 0          | .667       | 16         | 22         | 2          | 0          | 0          | 1.000      |
| 2020  | SEA   | 32         | 50         | 55         | 1          | 17         | .991       | -          | -          | -          | -          | -          | -          | 1          | 3          | 0          | 0          | 0          | 1.000      |
| MLB   | MLB   | 56         | 91         | 120        | 3          | 38         | .986       | 1          | 1          | 1          | 1          | 0          | .667       | 17         | 25         | 2          | 0          | 0          | 1.000      |

- 2020年度シーズン終了時

### 背番号
- 39（2019年）
- 4（2020年 - 2021年）